# Indian Wells Valley
Das Indian Wells Valley ist ein trockenes in Nord-Süd-Richtung verlaufendes Talbecken im östlichen Mittelkalifornien in den Vereinigten Staaten. Im geologischen Sinne ist es eine südliche Erweiterung des Owens Valley im Norden, wobei die Vulkane der Coso Range die Begrenzung sind. Es wird durch eine Verwerfung auf der Westseite des Tals zur Sierra Nevada begrenzt. Im Gegensatz zum Owens Valley ist es im Süden durch eine Verwerfung begrenzt, die Garlock Fault (innerhalb der El Paso Mountains). Das Tal befindet sich in der nordwestlichsten Mojave-Wüste.
Die größte Stadt im Tal ist Ridgecrest. Weitere Orte sind Inyokern, Indian Wells und Siedlungen, die mit dem China Lake Naval Weapons Center, der Hauptindustrie im Tal, in Zusammenhang stehen. Die California State Route 14 und der US Highway 395 sind die wichtigsten Verkehrswege durch das Tal.